# Sarcòfag de Taremetchenbastet

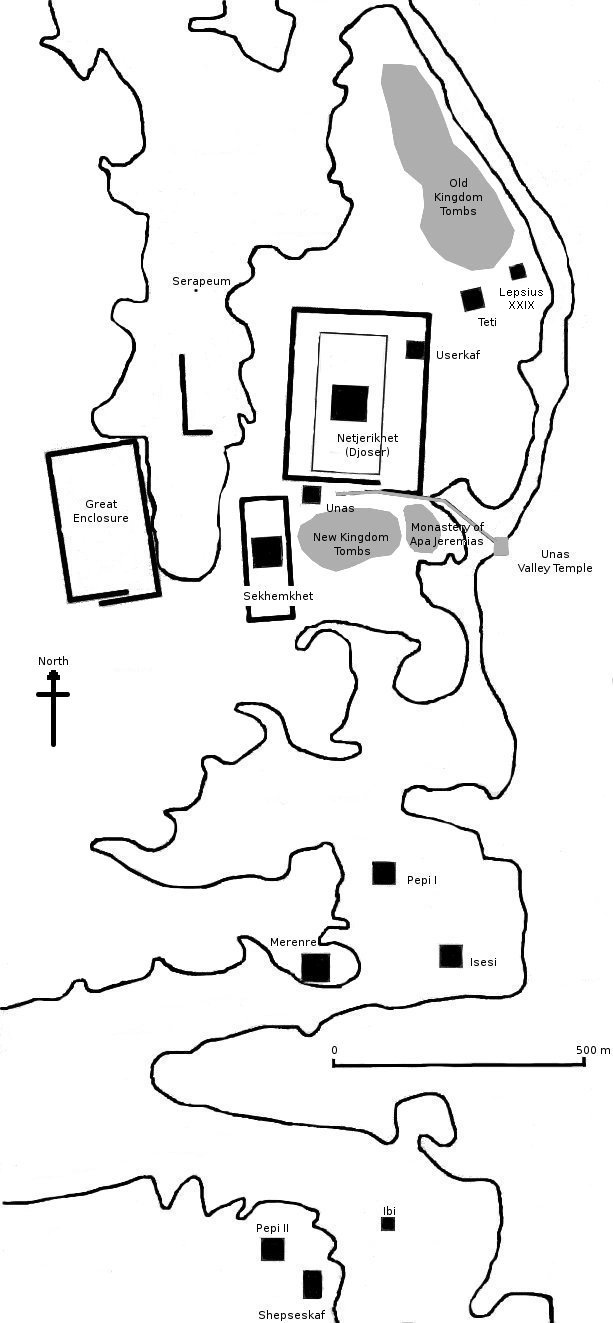
Plànol de la necròpolis de Saqqara.

El Sarcòfag de Taremetchenbastet és un sarcòfag de fusta elaborat en la Dinastia XXVI, que transcorre de l'any 672 a 525 aC., també denominada «Dinastia Saïta», per tenir la seva capital a Sais; va ser l'última dinastia nativa que va governar Egipte abans de la conquesta persa. Se la considera l'inici del Període Tardà d'Egipte -configuren aquest període les dinasties XXVI, XXVII, XXVIII, XXIX, XXX i XXXI-. Pertany a la col·lecció del Museu Arqueològic Nacional d'Espanya, on té el número d'inventari 15159.

## Troballa i història
El sarcòfag va ser trobat a Saqqara, a l'emplaçament de la necròpoli principal de la ciutat de Memfis, a la ribera occidental del Nil, situada a uns trenta quilòmetres El Caire i 17 de la ciutat de Guiza. Va estar en ús des de la dinastia I (ca. 3050 aC.) fins època cristiana (ca. 540).
El sarcòfag estava destinat per acollir un home encara que va ser utilitzat per Taremetchenbastet, filla de Pthairdis durant la dinastia XXVI d'Egipte, durant el Període Tardà d'Egipte.

## Característiques
- Forma: Sarcòfag antropomorf masculí.
- Tècnica: Talla i pintura.
- Estil: Egipci.
- Material: Fusta policromada, estuc.
- Inscripcions: Es reprodueixen els capítols 640-643 dels Texts de les Piràmides i el capítol 172 del Llibre dels Morts de la versió Saïta.[2]